# Цюрихский гешнетцельтес
Цюрихский гешне́тцельтес (нем. Zürcher Geschnetzeltes, цюрихский диалект Züri-Gschnätzlets, фр. émincé de veau à la zurichoise), также мясо по-цюрихски, шницель по-цюрихски — швейцарское блюдо родом из Цюриха.

## История
Рецепты из нарезанной телятины уже были широко распространены в альпийском регионе в XIX веке и были обнаружены в австрийских кулинарных книгах. В современном виде рецепт блюда не появлялся в кулинарных книгах до середины XX века. «Цюришер Гешнетцельтес» можно найти в «Das Neue Kochbuch» Розы Граф 1947 года. Однако в главе, посвященной национальным и региональным блюдам, мы не находим блюдо в том виде, в каком мы его знаем. Оно всё ещё без грибов и почек. В этом рецепте указаны ингредиенты: нарезанные полоски телятины, белое вино, сливки и демиглас. Уже в 1960 году Элизабет Фюльшер упоминает в своей кулинарной книге в гешнетцельтес грибы.

## Приготовление
Телятину нарезают небольшими тонкими полосками, быстро обжаривают на очень горячей сковороде с небольшим количеством масла и небольшим количеством нарезанного лука, затем вынимают и держат в тепле. Белое вино используется для деглазирования сковороды, затем добавляются сливки и демиглас и превращаются в соус. Мясо возвращается для тушения вместе с нарезанными грибами. Наконец, блюдо приправляют солью, перцем и лимонным соком. Иногда в качестве украшения добавляют щепотку паприки. Гешнетцельтес по-цюрихски обычно подают с рёшти, швейцарским аналогом картофельных драников. Альтернативы подачи включают шпецле, макароны, рис, яблочное пюре или картофельное пюре.